# 索佐波尔球场
索佐波尔球场是一座位于保加利亚索佐波尔的专业足球场。目前是保加利亚足球乙级联赛球队索佐波尔足球俱乐部的主场。
这座球场还曾用于进行2015年欧洲U-17足球锦标赛中的八场比赛，平均每场吸引1,395名观众入场观看。
球场有北侧和南侧两座看台。北看台建成于2012年，有2,000个座位；南看台建成于2014年，有1,500个座位。